# Республиканский
Республиканский — посёлок в Кочковском районе Новосибирской области России. Входит в состав Жуланского сельсовета.

## География
Площадь посёлка — 40 гектаров.

## История
Основан в 1924 году. В 1928 году состоял из 60 хозяйств. В административном отношении являлся центром Республиканского сельсовета Кочковского района Каменского округа Сибирского края.

## Население
| 2002 | 2007 | 2010 |
| ---- | ---- | ---- |
| 407  | ↗413 | ↘334 |

По переписи 1926 г. в поселке проживало 396 человек, в том числе 207 мужчин и 189 женщин. Основное население — русские.

## Инфраструктура
В посёлке по данным на 2007 год функционируют 1 учреждение здравоохранения и 2 учреждения образования.